# 特納 (緬因州)
特納（英語：Turner）是一個位於美國緬因州安德羅斯科金縣的市鎮。

## 人口
根據2020年美國人口普查的數據，特納的面積為162.44平方千米，當中陸地面積為153.48平方千米，而水域面積為8.96平方千米。當地共有人口5817人，而人口密度為每平方千米36人。